# Historia Burundi
Historia Burundi – całokształt dziejów polityczno-społecznych, gospodarczych i kulturalnych afrykańskiego państwa Burundi, a także ludów zamieszkujących terytorium, na którym w przyszłości miało się ono rozwinąć.

## Okres przedkolonialny
Na długo przed powstaniem wielu państw europejskich, na obszarze współczesnego Burundi narodziło się państwo o ustroju monarchicznym oraz oryginalnej i skomplikowanej strukturze społecznej. Hutu i Tutsi – dwie największe grupy etniczno-społeczne zamieszkujące Burundi – dzielił przede wszystkim status społeczny i ekonomiczny. Hutu trudnili się zazwyczaj uprawą roli, podczas gdy Tutsi byli znani ze swych tradycji pasterskich. Pomiędzy obiema grupami panowały powiązania typu klientelistycznego. Społeczna hierarchia oraz podziały etniczne były jednak przy tym dość elastyczne i bardzo skomplikowane. Dla przykładu pojęcia „Tutsi” i „Hutu” odnosiły się nie tylko do różnic etnicznych, lecz także do różnic społecznych (słowo „Hutu” mogło definiować członka grupy etnicznej Tutsi pozostającego w stosunku zależności od swojego bogatszego patrona). Dopuszczalny był awans społeczny – np. poprzez uzyskanie przez Hutu statusu Tutsi. Miały miejsce przypadki, gdy Hutu dzięki szczęściu lub osobistym talentom uzyskiwał silniejszą pozycję ekonomiczną, a także wyższy status i wpływy, niż wielu przeciętnych Tutsi. Hodowla bydła nie była przywilejem zastrzeżonym wyłącznie dla Tutsi. Hutu mogli także piastować ważne funkcje administracyjne na prowincji lub na dworze monarchy. Szczególne znaczenie dla historii Burundi miał jednak fakt, że w okresie przedkolonialnym ukształtowała się unikalna oligarchiczna warstwa ganwa, która z czasem stała się osobną grupą etniczną i stała na samym szczycie społecznej hierarchii.
Początki królestwa Burundi oraz etnogeneza ludów zamieszkujących jego terytorium pozostają bardzo trudne do ustalenia z powodu braku jakichkolwiek pisanych źródeł. Dostępne informacje na ten temat opierają się wyłącznie na ustnych przekazach i pozostają trudne do weryfikacji. Jedna z najbardziej popularnych teorii głosi, iż terytorium współczesnego Burundi zamieszkiwali pierwotnie pigmeje Twa. Na przełomie pierwszego i drugiego tysiąclecia mieli się tam osiedlić rolnicy Hutu, zaliczani do ludów z grupy językowej Bantu. Z kolei między XV a XVII wiekiem na tereny współczesnych Burundi i Rwandy przybyć mieli pasterze Tutsi, wywodzący się być może z grupy ludów kuszyckich. Obecnie Hutu i Tutsi znajdują się jednak w tym samym kręgu kulturowym i posługują się tym samym językiem. Wbrew rozpowszechnionemu stereotypowi nie zawsze występują także między nimi wyraźne różnice w wyglądzie fizycznym. Z tego względu niektórzy historycy, m.in. Jean-Pierre Chrétien, odrzucają przedstawioną powyżej teorię, uznając, że w okresie przedkolonialnym Hutu i Tutsi stanowili wyłącznie odrębne grupy społeczne, a ich odrębność etniczna została sztucznie wykreowana przez rządy kolonialne. Z kolei zdaniem René Lemarchanda odrębność etniczna pomiędzy Hutu a Tutsi ukształtowała się jeszcze w okresie przedkolonialnym.
Pierwsi Europejczycy, którzy dotarli na ziemie dzisiejszych Rwandy i Burundi, pozostawali pod wpływem popularnych na przełomie XIX i XX wieku teorii rasowych. Obserwując występujące pomiędzy obiema grupami pewne różnice w wyglądzie fizycznym oraz różnice w statusie społecznym, uznali, że pasterze Tutsi są potomkami  biblijnych Chamitów, „rasowo wartościowszymi” od „negroidalnych rolników”. W myśl teorii o „chamickim” pochodzeniu Tutsi, lud ten miał przybyć na tereny dzisiejszej Rwandy i Burundi z terenów wschodniej Afryki, a następnie podbić miejscowych rolników Bantu i narzucić im swój system wartości. Teoria o „chamickim” pochodzeniu Tutsi jest współcześnie odrzucana przez profesjonalnych historyków. Jak jednak wyżej wskazano, część badaczy jest skłonna zaakceptować teorię, że przodkowie dzisiejszych Tutsi mogli przybyć w region Wielkich Jezior Afrykańskich z terenów wschodniej Afryki – przy czym owa migracja nie musiała mieć charakteru zbrojnego podboju.
Około roku 1852 zmarł władca (mwami), Ntare Rugamba. Na tronie zasiadł wówczas jego najmłodszy syn, Mwezi Gisabo. Wraz ze swoimi następcami (Bezi) toczył odtąd nieustanną rywalizację ze swoimi starszymi braćmi i ich potomkami (Batare). Śmierć Ntare oraz zapoczątkowany nią konflikt o władzę doprowadziły do politycznej fragmentacji królestwa. Mwami pełnił odtąd rolę primus inter pares, podczas gdy życie polityczne Burundi – także w okresie kolonialnym i u progu niepodległości – pozostawało zdominowane przez zaciekłą rywalizację dwóch klanów ganwa – Bezi i Batare. Owe walczące o władzę frakcje były zmuszone szukać poparcia zarówno wśród Tutsi, jak i wśród Hutu. Mwami także czerpał zresztą znaczną część swojej legitymizacji z symbolicznego utożsamiania się ze swoimi poddanymi Hutu, dzięki czemu cieszył się przez długi czas bezdyskusyjnym szacunkiem oraz stanowił symbol jednoczący państwo.
W drugiej połowie XIX wieku królestwo na drodze podbojów niemal dwukrotnie zwiększyło swoje terytorium, osiągając granice zbliżone z grubsza do współczesnych granic Burundi. W owym czasie siedzibą dworu mwamiego była Muramvya.

## Okres kolonialny

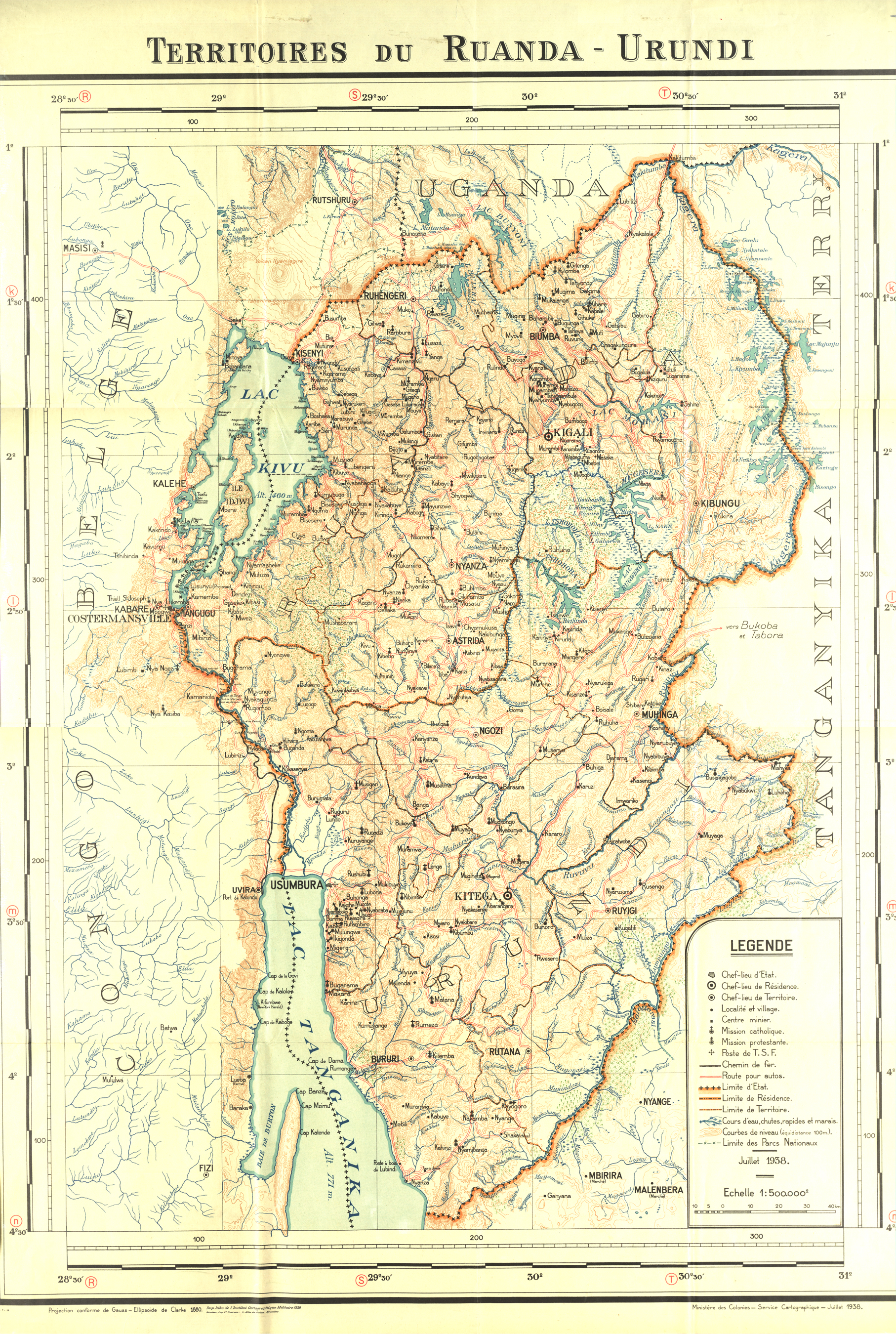
Belgijska mapa terytorium Ruanda-Urundi

Europejscy podróżnicy i misjonarze już od 1856 roku sporadycznie pojawiali się na terytorium Burundi. W 1879 roku w Rumonge nad brzegami jeziora Tanganika misjonarze z zakonu Ojców Białych założyli swoją pierwszą misję. Jednak z powodu wrogiego nastawienia miejscowej ludności, podejrzewającej zakonników o konszachty z arabskimi łowcami niewolników, misja przetrwała zaledwie dwa lata.
Na mocy postanowień konferencji berlińskiej (1884–1885), przesądzającej o podziale Afryki pomiędzy europejskie mocarstwa kolonialne, terytoria współczesnych Rwandy i Burundi zostały przyznane Cesarstwu Niemieckiemu. W 1890 roku oba istniejące tam królestwa stały się formalnie częścią kolonii Niemiecka Afryka Wschodnia. 
Początek obecności militarnej Niemiec na terytorium Burundi datowany jest jednak dopiero na rok 1896, kiedy to we wsi Usumbura (Bużumbura, późniejsza stolica kraju), ustanowiony został niemiecki posterunek wojskowy. W 1899 roku terytoria obu królestw weszły w skład nowo utworzonego dystryktu o nazwie Ruanda-Urundi – administrowanego przez wojsko oraz pozostającego częścią Niemieckiej Afryki Wschodniej . Niemieckie rządy w Burundi zakończyła I wojna światowa. W 1916 roku kolonia została zajęta przez wojska belgijskie . Do 1923 roku Ruanda-Urundi pozostawała formalnie pod wojskową okupacją. Później na mocy postanowień traktatu wersalskiego kolonię przekształcono w terytorium mandatowe Ligi Narodów, administrowane przez Belgię . Po zakończeniu II wojny światowej Ruanda-Urundi została przekształcona w terytorium powiernicze ONZ, pozostające nadal pod władzą Belgii.
Z powodu braku wystarczających zasobów ludzkich i materialnych Niemcy starali się sprawować władzę za pośrednictwem lokalnych elit. Podobnie postępowali Belgowie. Rządy kolonialne utrzymały więc przy życiu monarchię oraz pozostałe struktury społeczno-polityczne, które funkcjonowały w Burundi w okresie przedkolonialnym. Klan Bezi utrzymał w swoich rękach władzę monarchiczną  . W okresie kolonialnym znacznie wzrosły jednak nierówności społeczne, a wraz z nimi również podziały etniczne (czynnika tego nie należy jednak przeceniać). Niemcy i Belgowie faworyzowali bowiem ganwa oraz Tutsi, powierzając im niższe stanowiska w administracji kolonialnej. Na miejscową ludność nakładano rozmaite obciążenia (praca przymusowa, kontyngenty, podatki itp.), zazwyczaj brutalnie egzekwowane. W rezultacie zwiększyły się występujące jeszcze przed przybyciem Europejczyków antagonizmy pomiędzy rozmaitymi grupami społecznymi i etnicznymi, tj. pomiędzy hodowcami i rolnikami, bogatymi i biednymi, Hutu a Tutsi itp.  Ponadto Belgowie wprowadzili dokumenty tożsamości zawierające informacje o przynależności etnicznej (1933) . Z drugiej jednak strony Belgowie stosując politykę „dziel i rządź” starali się rozgrywać przeciw sobie przede wszystkim najsilniejsze klany ganwa, mniejsze znaczenie przywiązując do antagonizmów etnicznych. Nie chcąc dopuścić do nadmiernego wzmocnienia monarchii i stojącego za nią klanu Bezi, Belgowie faworyzowali w szczególności klan Batare. Jego przywódca, książę Pierre Baranyanka, stał się w okresie kolonialnym głównym sprzymierzeńcem belgijskiej administracji.
W 1929 roku belgijska administracja kolonialna zapoczątkowała zakrojoną na szeroką skalę reformę administracyjną. Polegała ona na likwidacji licznych autonomicznych struktur rządzonych przez lokalnych wodzów (chefferies) i włączaniu ich terytoriów w skład większych jednostek administracyjnych, zarządzanych zazwyczaj przez przedstawicieli ganwa z klanów Bezi i Batare. Do 1945 roku liczbę chefferies zmniejszono ze 133 do 35. Reforma mocno uderzyła w interesy Hutu, w których rękach nie pozostała żadna chefferie; niewiele mniej ucierpieli jednak Tutsi, którzy stracili 20 z 30 chefferies. Reforma wraz ze zmianami ekonomicznymi zapoczątkowanymi przez kolonizację przyczyniła się do osłabienia tradycyjnych struktur społeczno-politycznych . Brutalny wyzysk stosowany przez kolonizatorów oraz tubylczych urzędników i zarządców doprowadził w latach 1912–1934 do wybuchu kilku krwawo stłumionych powstań chłopskich , m.in. tzw. rebelii Runyota-Kanyarufunzo we wschodniej części kraju (1922) oraz rebelii Inamujandi w północno-zachodniej części Burundi (1934).
Wraz z początkiem rządów kolonialnych europejscy misjonarze wznowili swoje wysiłki ewangelizacyjne. Do 1912 roku na terytorium Burundi powstało sześć placówek misyjnych. Europejskim misjonarzom sprzyjał fakt, iż na ziemiach Burundi nie zapuścił korzeni islam ani też żadna inna religia abrahamowa i dharmiczna. Miejscowa ludność nie kultywowała również tradycji, które byłyby szczególnie trudne do pogodzenia z zasadami wiary chrześcijańskiej (poligamia, wyrafinowany kult przodków itp.). W rezultacie w latach 70. XX wieku już blisko 70% mieszkańców Burundi wyznawało chrześcijaństwo. Zdecydowanie najliczniejszym i najbardziej wpływowym związkiem wyznaniowym stał się Kościół rzymskokatolicki. Przez długi czas wśród duchowieństwa przeważali Europejczycy.

### Droga do niepodległości
Po zakończeniu II wojny światowej w Burundi zaczęły narastać tendencje niepodległościowe. Dopiero w listopadzie 1959 rząd belgijski zobowiązał się jednak do rozpoczęcia reform politycznych i zwiększenia wpływu miejscowej ludności na sprawy kolonii, zwłaszcza na szczeblu lokalnym.
Wyrazicielem tendencji niepodległościowych stała się przede wszystkim powstała w 1957 roku  Partia Jedności i Postępu Narodowego Burundi (Parti de l’Union et du Progrès National – UPRONA), na której czele stał charyzmatyczny książę Louis Rwagasore, najstarszy syn panującego monarchy Mwambutsy IV. Obok haseł nacjonalistycznych i postępowych UPRONA głosiła hasła jedności narodowej, a w jej szeregach znaleźli się przedstawiciele obu największych grup etnicznych. Belgijska administracja kolonialna z obawą obserwowała wzrost wpływów UPRONA, gdyż postrzegała tę partię jako ugrupowanie nacjonalistyczne, antybelgijskie i prokomunistyczne. Z tego względu Belgowie udzielali szerokiego poparcia konserwatywnej i prozachodniej Parti Démocrate Chrétien (PDC), na której czele stali synowie Pierre’a Baranyanki, Joseph Biroli i Jean Ntitendereza. Podobnie jak w sąsiedniej Rwandzie, Belgowie starali się również podsycać aspiracje Hutu.
Materialne i polityczne wsparcie Belgów, jak również przejściowe osadzenie Rwagasore w areszcie domowym, umożliwiły PDC odniesienie zwycięstwa w przeprowadzonych w listopadzie 1960 wyborach lokalnych. Wyborczy sukces PDC dał z kolei Belgom pretekst do powierzenia tej partii dwóch tek ministerialnych w rządzie tymczasowym (styczeń 1961). Postępowanie belgijskiej administracji spotkało się jednak z gwałtownymi protestami UPRONA, popartymi przez Radę Powierniczą ONZ. Ostatecznie na skutek międzynarodowych nacisków Belgowie byli zmuszeni rozwiązać rząd tymczasowy i zgodzić się na przeprowadzenie wolnych wyborów parlamentarnych. Odbyły się one we wrześniu 1961 roku. UPRONA odniosła wówczas miażdżące zwycięstwo, uzyskując 80% poparcie i zdobywając 58 z 64 miejsc w Zgromadzeniu Ustawodawczym. Misję tworzenia rządu otrzymał Rwagasore. 13 października 1961 premier elekt został jednak zamordowany przez greckiego zabójcę, wynajętego przez przywódców PDC. Wiele dowodów wskazuje, że za zabójstwem Rwagasore mogła stać również belgijska administracja kolonialna.

## Niepodległe Burundi

### Rządy monarchiczne w latach 1962–1966

Flaga Burundi (1962–1966)

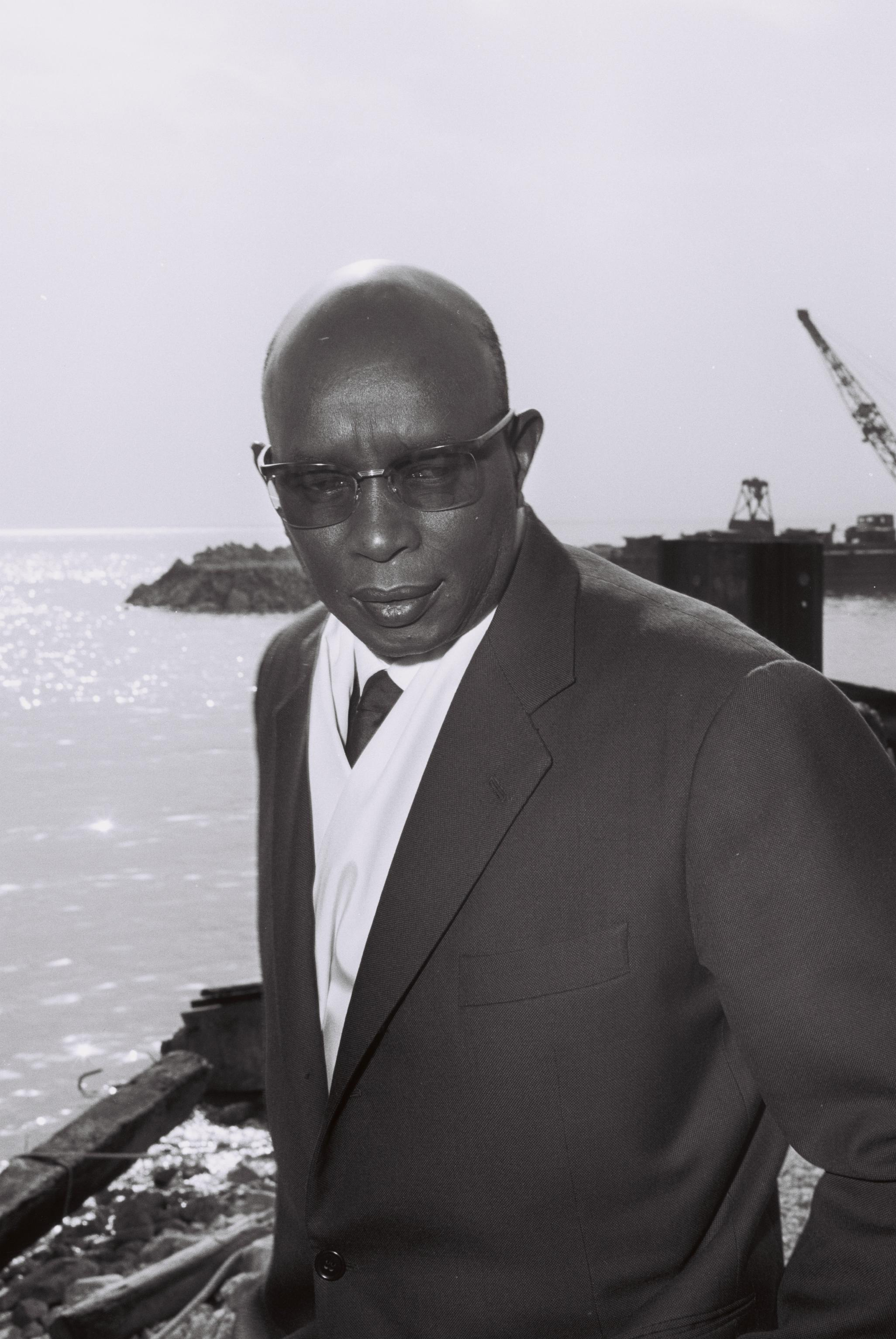
Mwami Mwambutsa IV

Śmierć Rwagasore nie tylko pozbawiła kraj charyzmatycznego i cieszącego się szerokim poparciem przywódcy, lecz również zaprzepaściła ponadetniczny konsensus zbudowany przez niego w okresie walki o niepodległość. Jeszcze przed końcem 1962 roku klub parlamentarny UPRONA podzielił się na frakcje Hutu i Tutsi. Walczący o władzę i związane z nią przywileje politycy coraz częściej odwoływali się do kwestii etnicznych, aby uzyskać w ten sposób społeczne poparcie. Wzrost antagonizmów etnicznych spowodowały zwłaszcza wieści o krwawej rewolucji w sąsiedniej Rwandzie, która przyniosła obalenie tamtejszej monarchii Tutsi oraz utworzenie całkowicie zdominowanej przez Hutu republiki. Elity burundyjskich Tutsi panicznie obawiały się możliwości powtórzenia się rwandyjskiego scenariusza, podczas gdy politycy Hutu uświadomili sobie, że szerzenie idei republikańskich może im umożliwić uzyskanie pełnej i niepodzielnej władzy w państwie. Destabilizujący wpływ na sytuację w Burundi miał także napływ blisko 50 tys. uchodźców Tutsi z Rwandy, którzy podsycali wrogość wobec Hutu wśród swoich burundyjskich pobratymców.
Burundi, podobnie jak Rwanda, uzyskało niepodległość 1 lipca 1962 roku. Dwa miesiące później nowe państwo stało się członkiem ONZ. W związku z kryzysem w rządzącej partii oraz wynikającym z niego paraliżem prac rządu, kluczowym czynnikiem w życiu politycznym Burundi stała się monarchia. W połowie 1963 roku Mwambutsa IV przejął szereg uprawnień należących dotąd do premiera i rady ministrów. Mwami starał się balansować pomiędzy stronnictwami reprezentującymi rywalizujące grupy etniczne. Jednocześnie powierzył szereg kluczowych stanowisk rządowych członkom swojego macierzystego klanu Bezi. Z powodu zaszłości kolonialnych Tutsi utrzymali jednak w swoim ręku większość najważniejszych stanowisk w armii i administracji. Sytuację w państwie komplikowały w tym czasie zagraniczne ingerencje. Rywalizujące mocarstwa aktywnie poszukiwały bowiem sojuszników wśród miejscowych ugrupowań politycznych. Na początku stycznia 1965 zaniepokojony prochińską polityką rządu monarcha wycofał swoje poparcie dla wywodzącego się z Tutsi premiera Albina Nyamoyi. Nowym szefem rządu został mianowany Pierre Ngendandumwe – polityk UPRONA, z pochodzenia Hutu. Kilka dni po objęciu urzędu Ngendandumwe został jednak zamordowany przez uchodźcę Tutsi z Rwandy.
Mwami podjął wówczas decyzję o rozpisaniu wyborów parlamentarnych. Odbyły się one w maju 1965 i przyniosły zwycięstwo kandydatom Hutu, którzy zdobyli 23 z 33 miejsc w Zgromadzeniu Narodowym. Ku zaskoczeniu i rozgoryczeniu Hutu monarcha powierzył jednak stanowisko premiera swojemu zaufanemu doradcy, Léopoldowi Biha (ganwa). W nowym rządzie Hutu otrzymali siedem tek ministerialnych, podczas gdy Tutsi przypadły trzy. Mwami przeprowadził jednocześnie godzącą w interesy Hutu reformę samorządową. 19 października 1965 grupa oficerów Hutu podjęła próbę zamachu stanu. Premier Biha został wówczas ciężko ranny, a Mwambutsa IV uciekł na terytorium sąsiedniego Konga. Już następnego dnia pucz został jednak stłumiony przez oddziały wierne rządowi, co elity Tutsi wykorzystały jako pretekst do przeprowadzenia zakrojonej na szeroką skalę czystki, mającej na celu eliminację wszelkich wpływów Hutu w życiu politycznym, siłach zbrojnych i strukturach państwowych. W wyniku tych represji elita polityczna Hutu została w znacznej mierze wymordowana. Oficerowie Tutsi zarządzili także stracenie setek szeregowych żołnierzy Hutu, umacniając tym samym dominację swej grupy w szeregach sił zbrojnych. Do mordów na tle etnicznym doszło także poza stolicą. W prowincji Muramvya – mateczniku najbardziej radykalnych polityków Hutu – bojówki podburzone fałszywymi pogłoskami jakoby Tutsi usiłowali zabić monarchę, dokonały szeregu napadów, w których trakcie zabijano Tutsi i palono ich domy. W odpowiedzi władze zorganizowały akcję „przywracania pokoju i porządku”, podczas której armia i młodzieżowe bojówki UPRONA zamordowały ok. 5 tys. Hutu.
W Burundi uformował się tymczasem rząd kontrolowany przez armię i zdominowany przez Tutsi. 24 marca 1966 przebywający wciąż na emigracji monarcha wyznaczył regentem swojego syna Charlesa Ndizeye oraz nadał mu specjalne uprawnienia, obejmujące m.in. koordynację i kontrolę prac rządu. 8 lipca 1966 Ndizeye z poparciem armii i biurokracji przejął pełnię władzy w państwie, wstępując na tron jako Ntare V. Armia i biurokracja początkowo poparły sukcesję Ntare. Radykałowie Tutsi zaczęli jednak wkrótce optować za obaleniem monarchii i wprowadzeniem systemu republikańskiego. Stosunki między rządem a monarchą stawały się z miesiąca na miesiąc coraz bardziej napięte. Ostatecznie po kilku miesiącach trudnej koabitacji mwami został obalony przez wojskowy zamach stanu (28 listopada 1966). Proklamowano wówczas powstanie republiki, na której czele stanął dotychczasowy premier i minister obrony – kapitan Michel Micombero.

### Pierwsza Republika
Reżim Micombero systematycznie ograniczał wpływy Hutu w życiu politycznym, siłach zbrojnych i administracji. We wrześniu 1969 władze ogłosiły zdemaskowanie spisku, mającego na celu obalenie rządu, co stało się pretekstem do przeprowadzenia kolejnej czystki wymierzonej w Hutu. Stracono wówczas trzydziestu przedstawicieli tej grupy etnicznej zajmujących jeszcze wysokie stanowiska w rządzie i siłach zbrojnych, a także uwięziono i zabito wielu szeregowych żołnierzy Hutu. Wydarzenia z 1969 roku ugruntowały dominację Tutsi w państwie. Jednocześnie utwierdziły część radykalnych polityków i intelektualistów Hutu w przekonaniu, że przełamanie hegemonii Tutsi będzie możliwe tylko dzięki walce zbrojnej.
Od momentu narodzin Pierwszej Republiki narastał także konflikt wewnątrz rządzącej elity Tutsi. Jedna z linii podziału przebiegała pomiędzy tzw. Tutsi-Banyaruguru a tzw. Tutsi-Hima. Ci pierwsi cieszyli się tradycyjnie wysokim statusem społecznym i uznawani byli za popleczników monarchii. Z kolei Hima, którzy przejęli władzę w wyniku zamachu stanu z 1966 roku, mieli skromniejsze pochodzenie społeczne i pozostawali zazwyczaj otwarci na radykalne idee społeczno-polityczne. Drugą osią konfliktu – do pewnego stopnia pokrywającą się z konfliktem pomiędzy Hima a Banyaruguru – był spór pomiędzy frakcją Tutsi wywodzących się z południowej prowincji Bururi (Banyabururi), a ich rodakami z centralnej prowincji Muramvya (Banyamuramvya). Prezydent Micombero, Hima z prowincji Bururi, obsesyjnie obawiał się, że obalony władca planuje odzyskać tron z pomocą zagranicznych najemników, co wykorzystywała frakcja Banyabururi, aby deprecjonować swoich rywali oskarżeniami o spiskowanie na rzecz przywrócenia monarchii. Kryzys polityczny osiągnął szczytową fazę w lipcu 1971, kiedy to pod zarzutem przygotowywania monarchistycznego spisku aresztowano kilkanaście osób, w tym najważniejszych przywódców frakcji Banyamuramvya. Wiosną 1972 roku, z powodu nieustannych doniesień o prawdziwych bądź urojonych spiskach, Burundi znalazło się praktycznie na skraju anarchii.

#### Ludobójstwo Hutu w 1972 roku
W kwietniu 1972 radykalni politycy Hutu wywołali z pomocą kongijskich najemników zbrojne powstanie w południowych prowincjach kraju. Z rąk powstańców zginęło wówczas od kilkuset do kilku tysięcy Tutsi. Rebelia szybko została jednak stłumiona przez rządową armię, a represje wobec jej sympatyków przekształciły się w planową i systematyczną eksterminację elity społecznej Hutu. Od końca kwietnia do września 1972 zamordowano w Burundi od 100 tys. do 300 tys. Hutu, a co najmniej 150 tys. zmuszono do ucieczki z kraju. Był to pierwszy odnotowany przypadek ludobójstwa w historii postkolonialnej Afryki. Zdaniem Stephena Weissmana masakry burundyjskich Hutu w 1972 roku stanowiły wręcz „pierwszy jednoznaczny przypadek ludobójstwa od czasów Holocaustu”.
Na marginesie rzezi Hutu reżim dokonał rozprawy z innymi prawdziwymi lub domniemanymi wrogami wewnętrznymi. Zginęło wówczas m.in. wielu Tutsi-Banyaruguru. 29 kwietnia 1972 zamordowany został obalony mwami Ntare V, który miesiąc wcześniej w tajemniczych okolicznościach powrócił do ojczyzny i od tego czasu pozostawał w areszcie domowym.
Masakry z 1972 roku utwierdziły status Tutsi jako warstwy dominującej. Przez następnych 16 lat władza, wpływy, przywileje i bogactwo były zastrzeżone wyłącznie dla przedstawicieli tej grupy etnicznej, podczas gdy Hutu blokowano dostęp do edukacji oraz pozbawiano ich możliwości służby w strukturach militarnych lub pracy w administracji państwowej. O wiele bardziej dalekosiężnym skutkiem ludobójstwa było jednak trwałe poróżnienie Hutu i Tutsi. Nienawiść i nieufność podsycane pamięcią o ludobójstwie były jednymi z kluczowych czynników, które doprowadziły do klęski rozpoczętego na początku lat. 90. procesu demokratyzacji oraz wybuchu wieloletniej wojny domowej.

### Druga Republika
1 listopada 1976 prezydent Micombero został obalony przez wojskowy zamach stanu. Władzę w państwie przejęła Najwyższa Rada Wojskowa, na której czele stał podpułkownik Jean-Baptiste Bagaza. Bezkrwawy pucz sprawiał z pozoru wrażenie klasycznego przewrotu pałacowego, gdyż nowy prezydent był kuzynem Micombero, wywodzącym się podobnie jak on z podgrupy Tutsi-Hima. Szybko okazało się jednak, iż nowy reżim zmierza do gruntownej przebudowy państwa i społeczeństwa, czego oficjalnym symbolem stało się uchwalenie nowej konstytucji (listopad 1981). Czasy rządów Bagazy (1976–1987) znane są odtąd w historii Burundi jako okres tzw. Drugiej Republiki.
Upadek skompromitowanego reżimu Micombero powitano z ulgą zarówno w Burundi, jak też poza granicami kraju. W początkowym okresie swoich rządów Bagaza podjął bowiem szereg działań świadczących pozornie o dążeniu do załagodzenia rozdzierających kraj antagonizmów etnicznych. Sztandarowym hasłem reżimu stała się „jedność narodowa”. Władze Drugiej Republiki głosiły, iż podział społeczeństwa na Tutsi i Hutu jest sztucznym problemem wykreowanym przez rządy kolonialne, zabraniając jednocześnie jakichkolwiek publicznych lub prywatnych odniesień i aluzji do pochodzenia etnicznego. Bagaza ogłosił także amnestię wobec wszystkich Hutu przebywających na emigracji, zwolnił pewną liczbę więźniów politycznych oraz wykonywał pojednawcze gesty pod adresem innych klanów Tutsi, dyskryminowanych dotąd przez rządzących Tutsi-Hima. Jego rząd energicznie propagował powrót do tradycji i wartości z okresu przedkolonialnego, czego symbolem stało się w szczególności awansowanie języka rundi do roli jedynego języka wykładowego w szkołach średnich i podstawowych.
Druga Republika była jednak państwem ściśle autorytarnym – trawionym w dodatku przez korupcję i nepotyzm. Konstytucja z 1981 roku potwierdziła status UPRONA, jako jedynej legalnie działającej siły politycznej. Slogany o narodowej jedności okazały się narzędziem propagandowym, mającym przywrócić rządzącej elicie utraconą w 1972 roku legitymizację do sprawowania władzy. Z kolei zaprzeczanie istnieniu różnic etnicznych służyło przede wszystkim walce z rzekomym trybalizmem Hutu. O ile jednak w okresie rządów Micombero podstawą hegemonii Tutsi była ich całkowita kontrola nad strukturami siłowymi, o tyle reżim Bagazy zamierzał utrwalić i zabezpieczyć dominację swojej grupy etnicznej poprzez blokowanie Hutu dostępu do edukacji oraz inicjowanie odpowiednich zmian w systemie prawnym i życiu społecznym. Urzędowa dyskryminacja Hutu – w okresie Drugiej Republiki widoczna we wszystkich dziedzinach życia społecznego Burundi – była często porównywana z południowoafrykańskim Apartheidem.
Reżim Bagazy prowadził także politykę ograniczania praw Kościoła rzymskokatolickiego, gdyż podejrzewał tę instytucję o wspieranie aspiracji Hutu. W latach 1977–1988 zlikwidowano katolicką prasę i szkolnictwo, wydalono setki zagranicznych misjonarzy, ograniczono swobodę kultu religijnego, a także aresztowano pewną liczbę duchownych oraz świeckich działaczy katolickich. Rozmaite prześladowania spadły również na Kościoły i wspólnoty protestanckie.
W kwietniu 1980 roku w Mishamo na terytorium Tanzanii, gdzie od 1972 roku funkcjonował jeden z największych obozów dla uchodźców Hutu, Rémi Gahutu założył ugrupowanie o nazwie Parti de Libération du Peuple Hutu (PALIPEHUTU). Stało się ono wkrótce najsilniejszym i najbardziej radykalnym ugrupowaniem ekstremistów Hutu.
W okresie Drugiej Republiki podjęto szereg inwestycji w dziedzinie infrastruktury i edukacji. Niemniej Burundi pozostawało jednym z najbiedniejszych państw świata. W 1985 roku szacowano, iż 55% mieszkańców miast oraz 85% ludności wsi żyło poniżej skrajnego progu ubóstwa. Kraj stał także w obliczu eksplozji demograficznej – w latach 1972–1998 liczba ludności wzrosła z 3,5 mln do 7 mln.

### Trzecia Republika

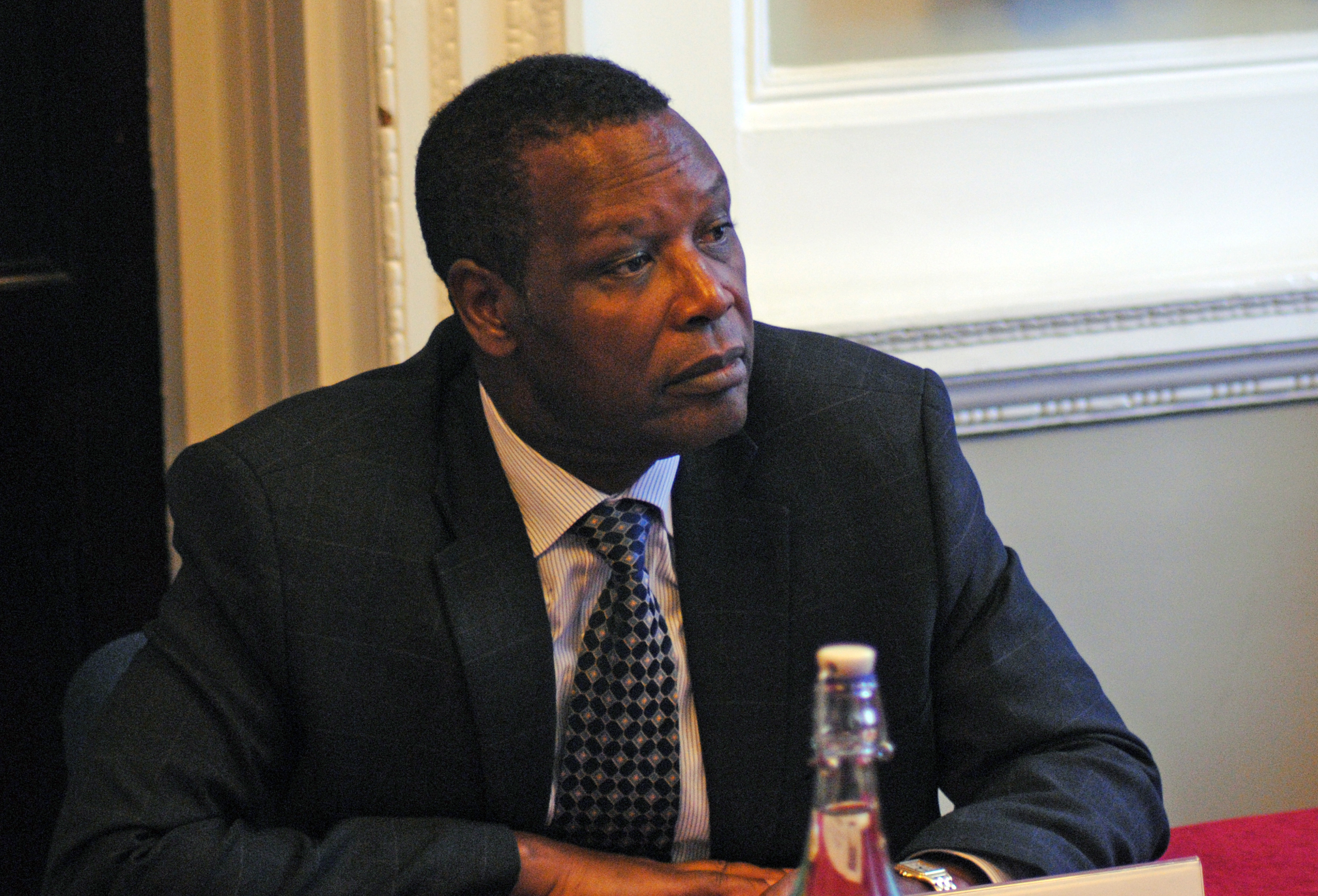
Pierre Buyoya (2013)

W połowie lat 80. rządy Bagazy były już skrajnie niepopularne we wszystkich warstwach społeczeństwa. W głęboko konserwatywnym kraju antykościelna polityka reżimu budziła sprzeciw nie tylko mas Hutu, lecz również wielu Tutsi. Część rządzącej elity była głęboko zaniepokojona faktem, iż represje wobec Kościoła pogorszyły międzynarodowy wizerunek Burundi oraz skonfliktowały państwo z najważniejszymi dawcami pomocy rozwojowej. Niezadowolenie w szeregach armii i państwowej biurokracji budziła również szeroko rozpowszechniona korupcja i nepotyzm. Upadek Bagazy nastąpił 3 września 1987, gdy grupa oficerów i podoficerów dokonała bezkrwawego zamachu stanu. Decyzją Wojskowego Komitetu Ocalenia Narodowego prezydentem został obwołany major Pierre Buyoya.
Bezkrwawy pucz sprawiał z pozoru wrażenie klasycznego przewrotu pałacowego, gdyż Buyoya wywodził się z Tutsi oraz pozostawał od lat członkiem ścisłej elity władzy. Niemniej nowy prezydent zakończył konflikt z Kościołem oraz zainicjował pewne reformy zmierzające do liberalizacji systemu politycznego. Po latach rządów „twardej ręki” owa umiarkowana „odwilż” wzbudziła wśród Hutu ogromne nadzieje na poprawę swojego losu. Gesty wykonywane przez Buyoyę nie miały jednak większego przełożenia na postępowanie lokalnych urzędników i notabli. Prezydent nie miał zresztą zamiaru przeprowadzać żadnych reform, które zagroziłyby monopolowi Tutsi w armii i systemie władzy. Rozdźwięk między rozbudzonymi nadziejami Hutu a rzeczywistością sprawił, że napięcie polityczne w Burundi zaczęło szybko rosnąć. W sierpniu 1988 w gminach Ntega i Marangara na północy kraju wybuchło spontaniczne powstanie Hutu, wywołane prowokacjami lokalnych urzędników Tutsi oraz obawami przed powtórzeniem się ludobójstwa z 1972 roku. W trakcie kilkudniowych zamieszek zostało zabitych kilkuset Tutsi, w tym liczne kobiety i dzieci. W odwecie rządowa armia zamordowała od 15 tys. do 30 tys. Hutu, a kolejnych 50 tys. zmusiła do ucieczki z kraju.

### Próba demokratycznej transformacji
Masakry w Ntega i Marangara wywołały oburzenie światowej opinii publicznej. W obawie przed międzynarodową izolacją oraz sankcjami ekonomicznymi Buyoya był zmuszony podjąć daleko idące reformy. Już w październiku 1988 roku utworzył Narodową Komisję do Zbadania Kwestii Jedności Narodowej – ciało o zrównoważonym składzie etnicznym, którego zadaniem miało być m.in. opracowanie rekomendacji służących budowie narodowej jedności. Powołał także nowy rząd, w którym po raz pierwszy od 1965 roku Hutu otrzymali stanowisko premiera oraz połowę tek ministerialnych. Na mocy referendum z lutego 1991 przyjęta została „Karta Jedności Narodowej”. Definitywny koniec „zimnej wojny” oraz rosnąca presja Zachodu na reformy demokratyczne i wolnorynkowe w państwach Afryki zmusiły niebawem Buyoyę do dalszych ustępstw wobec Hutu i opozycji politycznej. Nowa konstytucja, przywracająca system wielopartyjny, uwzględniająca zasady trójpodziału władzy i rządów prawa, a także gwarantująca obywatelom podstawowe prawa człowieka uchwalona została 13 marca 1992.
Liberalizacja systemu politycznego napotkała na opór ze strony ekstremistów z obu grup etnicznych. Radykałowie Tutsi byli przeciwni jakimkolwiek ustępstwom na rzecz Hutu, podczas gdy ekstremiści Hutu odrzucali każdy kompromis, który nie gwarantował ich rodakom pełnej i niepodzielnej władzy w państwie. W rezultacie na przełomie lat 80. i 90. sytuacja polityczna w Burundi pozostawała napięta, nierzadko dochodziło również do aktów przemocy na tle etnicznym. Największy kryzys miał miejsce jesienią 1991, kiedy to bojownicy PALIPEHUTU przypuścili serię skoordynowanych ataków na obiekty wojskowe i policyjne w stolicy oraz w prowincjach Cibitoke i Bubanza (23/24 listopada 1991). Zabito wówczas kilkuset cywilnych Tutsi. Rebelia została jednak szybko stłumiona, a wojsko wraz ze służbami bezpieczeństwa przystąpiło do rozprawy ze wszystkimi prawdziwymi i domniemanymi zwolennikami PALIPEHUTU. W wyniku odwetowych masakr poniosło śmierć nawet do 3 tys. Hutu, w tym wiele kobiet i dzieci.
1 czerwca 1993 przeprowadzono pierwsze w historii Burundi wolne wybory prezydenckie. Bezapelacyjnym zwycięzcą okazał się kandydat umiarkowanej opozycji Hutu, Melchior Ndadaye. Partia Ndadaye – Front pour la Démocratie au Burundi (FRODEBU) – odniosła również całkowite zwycięstwo w przeprowadzonych 29 czerwca 1993 wyborach parlamentarnych, uzyskując poparcie 71% głosujących oraz zdobywając 65 mandatów w 81-osobowym Zgromadzeniu Narodowym. 3 lipca 1993 ppłk. Sylvestre Ningaba, były szef gabinetu prezydenta Buyoyi, podjął próbę zamachu stanu, chcąc w ten sposób zahamować demokratyczne przemiany. Niedoszły pucz został jednak błyskawicznie stłumiony, a Ningaba i jego współpracownicy zostali aresztowani i uwięzieni.
Ndadaye usilnie starał się podkreślać, iż jest reprezentantem wszystkich Burundyjczyków, a kierowana przez niego partia nie ma charakteru monoetnicznego. Powołał 10 lipca 1993 rząd koalicyjny, w którym stanowisko premiera objęła Sylvie Kinigi – Tutsi, członkini UPRONA. W 23-osobowym gabinecie zasiadło piętnastu Hutu i ośmiu Tutsi. Ponadto Tutsi – wywodzący się przede wszystkim z prowincji Bururi – zachowali całkowitą kontrolę nad siłami zbrojnymi.

### Wojna domowa w latach 1993–2005

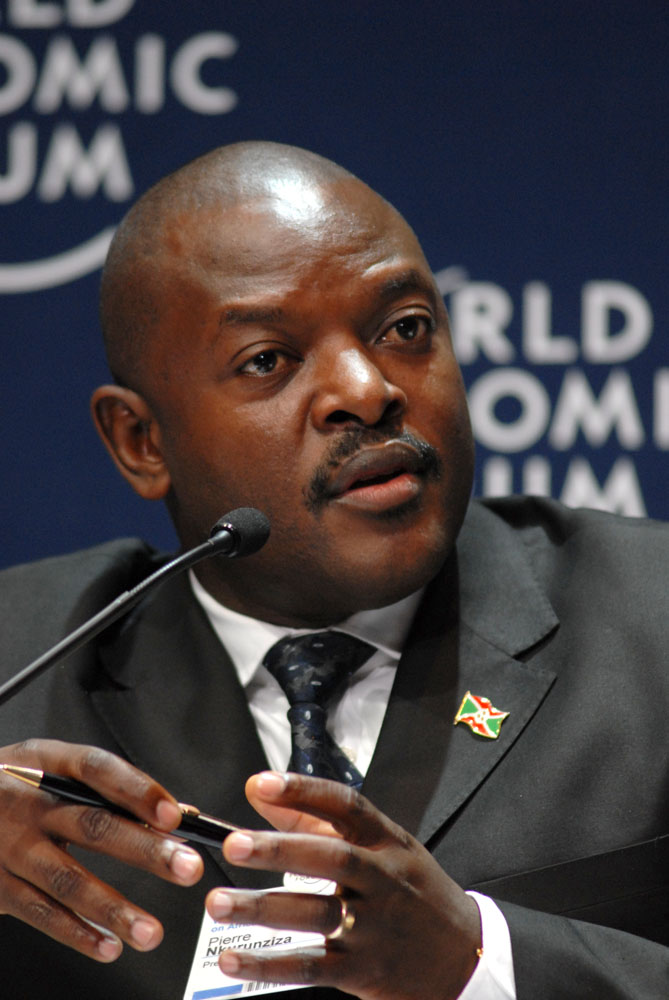
Pierre Nkurunziza (2008)

Ekstremistyczna frakcja Tutsi, wciąż zachowująca duże wpływy w armii i aparacie państwowym, nie potrafiła się pogodzić z utratą monopolu władzy. 21 października 1993 doszło do próby zamachu stanu, której trakcie zbuntowani żołnierze zamordowali prezydenta Ndadaye oraz kilku jego najbliższych współpracowników. Na wieść o śmierci Ndadaye wieśniacy Hutu, kierowani w wielu wypadkach przez lokalnych działaczy FRODEBU, przystąpili do masowych pogromów Tutsi, w których trakcie zamordowano tysiące mężczyzn, kobiet i dzieci. W odwecie zdominowana przez Tutsi armia rozpoczęła zakrojone na szeroką skalę masakry Hutu. W wyniku obustronnych pogromów, do których doszło po śmierci Ndadaye, zginęło prawdopodobnie od 30 tys. do 100 tys. ludzi. Od 400 tys. do 700 tys. Hutu uciekło do sąsiednich krajów. Tymczasem z powodu nieprzychylnej reakcji społeczności międzynarodowej, groźby wybuchu otwartej wojny domowej oraz braku poparcia ze strony umiarkowanej części elit Tutsi, puczyści już po kilku dniach byli zmuszeni oddać władzę nowemu rządowi cywilnemu. Na mocy porozumienia zawartego przez umiarkowanych polityków Hutu i Tutsi, stanowisko prezydenta objął Cyprien Ntaryamira, Hutu z FRODEBU, podczas gdy Anatole Kanyenkiko, Tutsi z UPRONA, otrzymał stanowisko premiera. UPRONA i pozostałe partie opozycyjne uzyskały także 40% tek ministerialnych w rządzie koalicyjnym.
Śmierć Ndadaye i będące jej konsekwencją obustronne rzezie na tle etnicznym skutecznie zahamowały proces demokratyzacji, zniszczyły rodzący się międzyetniczny konsensus oraz trwale zdestabilizowały państwo. Umiarkowani politycy Hutu i Tutsi zdołali co prawda chwilowo powstrzymać wybuch konfliktu na pełną skalę, lecz po śmierci prezydenta Ntaryamiry, który wraz z prezydentem Rwandy Juvénalem Habyarimaną zginął na pokładzie prezydenckiego samolotu zestrzelonego nad lotniskiem Kigali (6 kwietnia 1994), sytuacja polityczna w Burundi uległa dalszemu pogorszeniu.
Ekstremiści Tutsi, którzy wkrótce zdobyli dominującą pozycję w szeregach UPRONA i sprzymierzonych z nią partii, uznawali FRODEBU za „partię ludobójców” i wszelkimi środkami starali się pozbawić ją realnego wpływu na sprawy państwa. Paramilitarne bojówki Tutsi – mniej lub bardziej otwarcie wspierane przez pozostającą poza kontrolą rządu armię – szerzyły terror na terenie całego kraju, dokonując m.in. krwawych pogromów w zamieszkiwanych przez Hutu dzielnicach Bużumbury. Prezydent Sylvestre Ntibantunganya (Hutu z FRODEBU) oraz jego będąca w rozsypce partia byli pozbawieni autorytetu i realnej władzy, co zmuszało ich do kolejnych ustępstw wobec Tutsi.
W tych okolicznościach wśród mas Hutu coraz większą popularność zdobywała idea walki zbrojnej. W 1994 roku z szeregów FRODEBU wyłamała się radykalna frakcja pod kierownictwem Leonarda Nyangomy, na bazie której powstało nowe ugrupowanie polityczne – Narodowa Rada na rzecz Obrony Demokracji (Conseil National pour la Défense de la Démocratie – CNDD). Zbrojne ramię CNDD, tzw. Siły Obrony Demokracji (Force pour la défense de la démocratie – FDD), w oparciu o bazy w Zairze rozpoczęło wojnę partyzancką ze zdominowaną przez Tutsi armią. Walkę podjęły także ugrupowania powstałe na bazie częściowo rozbitego w 1991 roku PALIPEHUTU – w szczególności Forces Nationales de Liberation (PALIPEHUTU-FNL) oraz Front de Libération National (FROLINA). Do 1996 roku z Bużumbury wypędzono praktycznie wszystkich Hutu, podczas gdy na obszarach wiejskich Tutsi mieli szansę przetrwać tylko w strzeżonych przez wojsko obozach dla uchodźców. W lipcu 1996 armia zerwała ostatecznie z pozorami demokracji i obaliła prezydenta Ntibantunganyę, przywracając do władzy Pierre’a Buyoyę. W Burundi trwała odtąd otwarta wojna domowa pomiędzy rządową armią i paramilitarnymi milicjami Tutsi a partyzanckimi ugrupowaniami Hutu. Rebelianci byli zbyt słabi militarnie, by móc przeprowadzić zwycięską ofensywę przeciw siłom rządowym. Trapiły ich bowiem wewnętrzne podziały oraz chroniczne braki broni, zaopatrzenia i funduszy. Niemniej rebelianci byli w stanie zadawać przeciwnikowi odczuwalne ciosy. W trakcie działań zbrojnych obie strony dopuszczały się licznych zbrodni wojennych. Wojna domowa pochłonęła łącznie blisko 300 tys. ofiar oraz całkowicie zrujnowała gospodarkę kraju.
Na skutek międzynarodowych zabiegów już w lipcu 1998 roku w tanzańskiej Aruszy rozpoczęły się negocjacje pokojowe. 28 sierpnia 2000 koalicja siedmiu partii Hutu (tzw. G-7) oraz koalicja dziesięciu partii Tutsi (tzw. G-10) podpisały porozumienie pokojowe, które przewidywało m.in. przerwanie działań wojennych, a także powołanie tymczasowego rządu koalicyjnego, złożonego z przedstawicieli partii reprezentujących interesy Hutu i Tutsi, który miał sprawować władzę w Burundi przez okres trzech lat – tj. do czasu przyjęcia nowej konstytucji i przeprowadzenia demokratycznych wyborów. Na mocy porozumienia stanowisko prezydenta piastował nadal Pierre Buyoya, podczas gdy funkcję wiceprezydenta objął Domitien Ndayizeye (Hutu z FRODEBU). Po upływie 18 miesięcy Buyoya ustąpił, a na stanowisku prezydenta zastąpił go Ndayizeye (z Alphonse-Marie Kadege w roli wiceprezydenta). Porozumienie z Aruszy nie przełożyło się na stabilizację kraju, gdyż dwa największe ugrupowania rebelianckie – CNDD-FDD oraz PALIPEHUTU-FNL – kontynuowały walkę zbrojną. Przełomem okazało się dopiero podpisanie porozumienia w Dar es Salaam (16 listopada 2003), na którego mocy CNDD-FDD przerwało walkę zbrojną i dołączyło do rządu koalicyjnego. Skuteczna integracja bojowników CNDD-FDD z państwowymi strukturami siłowymi, stała się jednym z kluczowych czynników zapewniających trwałość porozumienia pokojowego. Duże znaczenie dla sukcesu procesu pokojowego miało także rozlokowanie w Burundi w kwietniu 2003 liczącej 3335 żołnierzy misji pokojowej Unii Afrykańskiej (African Mission in Burundi – AMIB).
W 2004 roku rozpoczął się proces rozbrajania, demobilizacji i reintegracji. W tym samym roku misja pokojowa UA została zastąpiona przez misję pokojową ONZ. Tylko w latach 2004–2005 z obozów w Tanzanii powróciło do Burundi blisko 170 tys. uchodźców. Na mocy referendum z 28 lutego 2005 przyjęta została nowa konstytucja, która przywracała rządy demokratyczne, wdrażając jednocześnie szereg rozwiązań i mechanizmów gwarantujących równowagę pomiędzy Hutu a Tutsi. Tymczasowy parlament przyjął również nowe prawo wyborcze. 3 czerwca 2005 przeprowadzono wybory lokalne, w których bezapelacyjne zwycięstwo odniosła CNDD-FDD. 4 lipca odbyły się wybory do Zgromadzenia Narodowego, w których ponownie zwyciężyła CNDD-FDD, uzyskując poparcie rzędu 58,23% Międzynarodowi obserwatorzy uznali wybory za wolne i uczciwe, a ataki podejmowane przez radykałów na chronione przez żołnierzy ONZ lokale wyborcze nie zdołały zakłócić ich przebiegu. 29 lipca prowincjonalne kolegia wyborcze dokonały wyboru senatorów. Obie izby parlamentu na wspólnym posiedzeniu wybrały prezydentem przywódcę CNDD-FDD, Pierre’a Nkurunzizę (19 sierpnia).

### Okres powojenny
PALIPEHUTU-FNL odrzucały porozumienie pokojowe i kontynuowały walkę. W trakcie działań zbrojnych obie strony dopuszczały się zbrodni wojennych. 7 września 2006 rebelianci podpisali porozumienie pokojowe z rządem Nkurunzizy, lecz bardzo szybko zostało ono złamane. Dopiero w kwietniu 2009 przywódca PALIPEHUTU-FNL, Agathon Rwasa, zgodził się na zaprzestanie walki zbrojnej i przekształcenie swojej organizacji w partię polityczną.
Rząd Nkurunzizy szybko znalazł się w ogniu krytyki ze względu na oskarżenia o łamanie praw człowieka i korupcję. Latem 2006 kryzys polityczny wywołało aresztowanie kilku liderów opozycji (zarówno Hutu, jak i Tutsi).
W czerwcu 2010 Pierre Nkurunziza zapewnił sobie reelekcję dzięki zwycięstwu w bezpośrednich wyborach prezydenckich. Głosowanie zostało jednak zbojkotowane przez kandydatów opozycji. W lipcu 2010 CNDD-FDD ponownie zwyciężyła wybory parlamentarne.